# KNVB-Pokal 2023/24
Der KNVB-Pokal 2023/24 war die 106. Auflage des niederländischen Fußball-Pokalwettbewerbs. Inklusive der zwei Qualifikationsrunden nahmen 110 Mannschaften an dem Wettbewerb teil; die 34 Vereine der beiden Profiligen (ohne die vier dort spielenden Reserveteams) und 76 Amateurmannschaften aus den Ligaebenen 3 bis 9.
Die erste Qualifikationsrunde begann am 12. August 2023, das Finale wurde am 21. April 2024 ausgetragen. Titelverteidiger ist der PSV Eindhoven. Pokalsieger wurde Feyenoord Rotterdam durch ein 1:0-Sieg im Finale gegen NEC Nijmegen.

## Teilnehmende Teams
| Eredivisie (18) (Level 1) | Eredivisie (18) (Level 1) | Eerste Divisie (16) (Level 2) | Eerste Divisie (16) (Level 2) |
| --- | --- | --- | --- |
| - Ajax Amsterdam - AZ Alkmaar - Excelsior Rotterdam - Feyenoord Rotterdam - Go Ahead Eagles - SC Heerenveen - NEC Nijmegen - PSV Eindhoven - Fortuna Sittard | - Sparta Rotterdam - FC Twente Enschede - FC Utrecht - Vitesse Arnheim - RKC Waalwijk - FC Volendam - Almere City ▲ - Heracles Almelo ▲ - PEC Zwolle ▲ | - SC Cambuur ▼ - FC Emmen ▼ - FC Groningen ▼ - ADO Den Haag - FC Den Bosch - NAC Breda - FC Dordrecht - FC Eindhoven                    | - BV De Graafschap - Helmond Sport - MVV Maastricht - Roda JC Kerkrade - TOP Oss - SC Telstar 1963 - VVV-Venlo - Willem II Tilburg |
| Tweede Divisie (16) (Level 3) | | | |
| - AFC Amsterdam - ADO '20 Heemskerk - ACV Assen - SV De Treffers                                                                                             | - Excelsior Maassluis - GVVV - HHC Hardenberg - VV Katwijk                                                                                             | - Koninklijke HFC - Kozakken Boys - FC Lisse - VV Noordwijk                                                                             | - K.v.v. Quick Boys - Rijnsburgse Boys - SVV Scheveningen - SV Spakenburg                                                          |
| Derde Divisie (36) (Level 4) | | | |
| - AWC Wijchen - BVV Barendrecht - VV Baronie - Blauw Geel '38 - RKVV DEM Beverwijk - VV DOVO - VV Eemdijk - DVS '33 Ermelo - VV Gemert                       | - SC Genemuiden - RKSV Groene Ster - Harkemase Boys - HSV Hoek - VV Hoogeveen - USV Hercules - HSC ’21 Haaksbergen - VV IJsselmeervogels - SV Kampong  | - VV Kloetinge - SV Meerssen - ODIN '59 - SV OSS '20 - Quick Den Haag - FC Rijnvogels - OJC Rosmalen - VV Sint Bavo - VV Sparta Nijkerk | - Sportlust '46 - VV Staphorst - VV SteDoCo - SV TEC - SV TOGB Berkel - VV UNA - GVV Unitas - SV Urk - RKAV Volendam               |
| Vierde Divisie (8) (Level 5) | | | |
| - VV Berkum - CSV BOL | - HVCH Heesch - VV SJC Noordwijk | - RKSV Nuenen - VPV Purmensteijn | - VV Scherpenzeel - RKVV Westlandia                                                                                                |
| Eerste bis Vierde Klasse (16) (Level 6 bis 9) | | | |
| - AGB Amsterdam (1. Kl.) - CSV Apeldoorn (1. Kl.) - Blauw Wit ʼ34 (1. Kl.) - VV Chevremont (1. Kl.)                                                          | - VV Jubbega (1. Kl.) - VV d'Olde Veste '54 (1. Kl.) - ONS Sneek (1. Kl.) - XerxesDZB (1. Kl.)                                                         | - SV Bon Boys (2. Kl.) - SV Nieuwkoop (2. Kl.) - SVOD ʼ22 Domburg (2. Kl.) - SV Veensche Boys (2. Kl.)                                  | - RKVV Zwaluw VFC (2. Kl.) - SV Avanti ʼ31 (Kl. 3) - RKSV Groen Wit (Kl. 3) - VV Bunde (Kl. 4)                                     |

## Termine
| Runde                  | Termine                        |
| ---------------------- | ------------------------------ |
| 1. Qualifikationsrunde | 12. – 13. August 2023          |
| 2. Qualifikationsrunde | 19. – 20. September 2023       |
| 1. Runde               | 31. Oktober – 2. November 2023 |
| 2. Runde               | 19. – 21. Dezember 2023        |
| Achtelfinale           | 16. – 18. Januar 2024          |
| Viertelfinale          | 6. – 8. Februar 2024           |
| Halbfinale             | 27. – 29. Februar 2024         |
| Finale                 | 21. April 2024                 |

## 1. Qualifikationsrunde
Teilnehmer: Die 24 Halbfinalisten des Bezirkspokals und 36 Mannschaften der Derde Divisie.
| Datum      |                         | Ergebnis                         |                         |
| ---------- | ----------------------- | -------------------------------- | ----------------------- |
| 12.08.2023 | VV SJC Noordwijk (5)    | 2:1 n. V. (1:1, 1:0)             | SV Bon Boys (7)         |
| 12.08.2023 | VV Eemdijk (4)          | 5:0 (2:0)                        | VV Bunde (9)            |
| 12.08.2023 | SV NieuwkoopV (7)       | 0:2 (0:1)                        | RKAV Volendam (4)       |
| 12.08.2023 | BVV Barendrecht (4)     | 2:1 (1:1)                        | SC Genemuiden (4)       |
| 12.08.2023 | HSV Hoek (4)            | 3:2 (1:2)                        | VV SteDoCo (4)          |
| 12.08.2023 | VV IJsselmeervogels (4) | 2:1 (0:0)                        | SV TOGB Berkel (4)      |
| 12.08.2023 | Blauw Geel '38 (4)      | 5:1 (4:1)                        | SVOD ʼ22 Domburg (7)    |
| 12.08.2023 | DVS '33 Ermelo (4)      | 1:0 (1:0)                        | SV Urk (4)              |
| 12.08.2023 | VV Kloetinge (4)        | 6:0 (3:0)                        | CSV BOL (5)             |
| 12.08.2023 | VV Sparta Nijkerk (4)   | 2:0 (2:0)                        | ONS Sneek (6)           |
| 12.08.2023 | CSV Apeldoorn (6)       | 1:0 n. V.                        | ODIN '59 (4)            |
| 12.08.2023 | SV TEC (4)              | 1:1 n. V. (1:1, 0:0) (3:2 i. E.) | VV DOVO (4)             |
| 12.08.2023 | VV Sint Bavo (4)        | 3:3 n. V. (2:2, 1:0) (4:3 i. E.) | FC Rijnvogels (4)       |
| 12.08.2023 | RKVV DEM Beverwijk (4)  | 1:0 n. V.                        | XerxesDZB (6)           |
| 12.08.2023 | AGB Amsterdam (6)       | 1:2 (0:1)                        | VV d'Olde Veste '54 (6) |
| 12.08.2023 | AWC Wijchen (4)         | 1:2 (0:0)                        | VV Staphorst (4)        |
| 12.08.2023 | HSC ’21 Haaksbergen (4) | 3:4 n. V. (1:1, 1:0)             | Harkemase Boys (4)      |
| 12.08.2023 | GVV Unitas (4)          | 4:0 (1:0)                        | Blauw Wit ʼ34 (6)       |
| 12.08.2023 | VPV Purmensteijn (5)    | 0:2 (0:1)                        | Sportlust '46 (4)       |
| 12.08.2023 | SV Veensche Boys (7)    | 1:2 (1:2)                        | HVCH Heesch (5)         |
| 12.08.2023 | USV Hercules (4)        | 2:1 (1:0)                        | VV Berkum (5)           |
| 12.08.2023 | RKVV Zwaluw VFC (7)     | 1:5 (0:2)                        | VV Scherpenzeel (5)     |
| 12.08.2023 | VV Baronie (4)          | 0:1 (0:0)                        | VV Hoogeveen (4)        |
| 12.08.2023 | OJC Rosmalen (4)        | 5:1 (1:0)                        | SV OSS '20 (4)          |
| 13.08.2023 | SV Avanti ʼ31 (8)       | 0:3 (0:1)                        | SV Meerssen (4)         |
| 13.08.2023 | VV Jubbega (6)          | 3:5 n. V. (3:3, 1:1)             | VV UNA (4)              |
| 13.08.2023 | RKVV Westlandia (4)     | 3:1 (1:0)                        | Quick Den Haag (5)      |
| 13.08.2023 | RKSV Nuenen (5)         | 4:2 (1:2)                        | VV Chevremont (6)       |
| 13.08.2023 | SV Kampong (4)          | 2:4 (0:2)                        | VV Gemert (4)           |
| 13.08.2023 | RKSV Groene Ster (4)    | 6:0 (4:0)                        | RKSV Groen Wit (4)      |

In Klammern das jeweilige Ligalevel.

## 2. Qualifikationsrunde
In dieser Runde spielten die 30 Sieger der 1. Qualifikationsrunde und 12 Mannschaften der Tweede Divisie.
| Datum      |                         | Ergebnis              |                         |
| ---------- | ----------------------- | --------------------- | ----------------------- |
| 19.09.2023 | SV Spakenburg (3)       | 1:0 (0:0)             | VV Scherpenzeel (5)     |
| 19.09.2023 | RKVV DEM Beverwijk (4)  | 3:1 (1:1)             | Sportlust '46 (4)       |
| 19.09.2023 | SVV Scheveningen (3)    | 2:1 (1:1)             | HSV Hoek (4)            |
| 19.09.2023 | RKAV Volendam (4)       | 3:0 (1:0)             | RKVV Westlandia (5)     |
| 19.09.2023 | CSV Apeldoorn (4)       | 1:3 (0:2)             | OJC Rosmalen (4)        |
| 19.09.2023 | VV Eemdijk (4)          | 3:2 (1:1)             | Harkemase Boys (4)      |
| 19.09.2023 | GVVV (3)                | 5:2 (2:1)             | BVV Barendrecht (4)     |
| 19.09.2023 | VV d'Olde Veste '54 (6) | 0:2 (0:0)             | VV Noordwijk (3)        |
| 20.09.2023 | DVS '33 Ermelo (4)      | 0:2 (0:1)             | VV IJsselmeervogels (4) |
| 19.09.2023 | VV Sparta Nijkerk (4)   | 4:2 (2:0)             | GVV Unitas (4)          |
| 20.09.2023 | VV SJC Noordwijk (5)    | 0:0 n. V. (4:3 i. E.) | VV Gemert (4)           |
| 20.09.2023 | VV Sint Bavo (4)        | 1:2 (1:1)             | VV UNA (4)              |
| 20.09.2023 | SV TEC (4)              | 2:0 (0:0)             | SV Meerssen (4)         |
| 20.09.2023 | RKSV Nuenen (5)         | 0:0 n. V. (2:3 i. E.) | Excelsior Maassluis (4) |
| 20.09.2023 | ACV Assen (3)           | 1:5 (1:4)             | USV Hercules (4)        |
| 20.09.2023 | ADO '20 Heemskerk (3)   | 0:1 (0:1)             | K.v.v. Quick Boys (3)   |
| 20.09.2023 | FC Lisse (3)            | 1:0 (0:0)             | Blauw Geel '38 (4)      |
| 20.09.2023 | HVCH Heesch (4)         | 1:3 (0:2)             | SV De Treffers (3)      |
| 20.09.2023 | RKSV Groene Ster (4)    | 1:0 (0:0)             | Kozakken Boys (3)       |
| 20.09.2023 | VV Hoogeveen (4)        | 3:0 (2:0)             | VV Staphorst (4)        |
| 20.09.2023 | VV Kloetinge (4)        | 1:3 (0:3)             | Koninklijke HFC (3)     |

In Klammern das jeweilige Ligalevel.

## 1. Runde
In dieser Runde spielten die 21 Sieger der 2. Qualifikationsrunde, die 16 Vereine der Eerste Divisie 2023/24 (ohne die vier Reserveteams), 4 Teams der Tweede Divisie 2023/24 (Meister VV Katwijk, sowie die drei Periodensieger Rijnsburgse Boys, AFC Amsterdam, HHC Hardenberg) und die 13 Teams der Eredivisie 2022/23, die nicht am Europapokal teilnahmen.
| Datum      |                         | Ergebnis              |                         |
| ---------- | ----------------------- | --------------------- | ----------------------- |
| 31.10.2023 | SV De Treffers (3)      | 4:0                   | VV UNA (4)              |
| 31.10.2023 | SV Spakenburg (3)       | 3:1                   | Helmond Sport (2)       |
| 31.10.2023 | FC Utrecht (1)          | 3:2                   | RKC Waalwijk (1)        |
| 31.10.2023 | Koninklijke HFC (3)     | 1:4 n. V.             | Go Ahead Eagles (1)     |
| 31.10.2023 | OJC Rosmalen (4)        | 1:8                   | Almere City (1)         |
| 31.10.2023 | VV Noordwijk (3)        | 0:1                   | ADO Den Haag (2)        |
| 31.10.2023 | BV De Graafschap (2)    | 2:0                   | FC Emmen (2)            |
| 31.10.2023 | RKSV Groene Ster (4)    | 0:1                   | Vitesse Arnheim (1)     |
| 31.10.2023 | GVVV (3)                | 1:0                   | SC Telstar 1963 (2)     |
| 31.10.2023 | SC Heerenveen (1)       | 5:1                   | VVV-Venlo (2)           |
| 31.10.2023 | K.v.v. Quick Boys (3)   | 1:0                   | NAC Breda (2)           |
| 31.10.2023 | FC Lisse (3)            | 1:3                   | FC Dordrecht (2)        |
| 01.11.2023 | Rijnsburgse Boys (3)    | 0:1                   | FC Groningen (2)        |
| 01.11.2023 | FC Den Bosch (2)        | 1:2 n. V.             | Excelsior Rotterdam (1) |
| 01.11.2023 | SVV Scheveningen (3)    | 0:0 n. V. (3:4 i. E.) | USV Hercules (4)        |
| 01.11.2023 | HHC Hardenberg (3)      | 2:0                   | Heracles Almelo (1)     |
| 01.11.2023 | VV IJsselmeervogels (4) | 0:2                   | Sparta Rotterdam (1)    |
| 01.11.2023 | RKVV DEM Beverwijk (4)  | 3:1                   | VV Hoogeveen (4)        |
| 01.11.2023 | VV Sparta Nijkerk (4)   | 0:1                   | Fortuna Sittard (1)     |
| 01.11.2023 | AFC Amsterdam (3)       | 1:0                   | PEC Zwolle (1)          |
| 01.11.2023 | RKAV Volendam (4)       | 5:0                   | VV Eemdijk (4)          |
| 01.11.2023 | VV Katwijk (3)          | 5:0                   | SV TEC (4)              |
| 02.11.2023 | NEC Nijmegen (1)        | 5:3                   | Roda JC Kerkrade (2)    |
| 02.11.2023 | Excelsior Maassluis (3) | 1:0                   | FC Volendam (1)         |
| 02.11.2023 | SC Cambuur (2)          | 4:1                   | MVV Maastricht (2)      |
| 02.11.2023 | TOP Oss (2)             | 0:1                   | FC Eindhoven (2)        |
| 02.11.2023 | VV SJC Noordwijk (5)    | 1:3                   | Willem II Tilburg (2)   |

In Klammern das jeweilige Ligalevel.

## 2. Runde
In dieser Runde spielten die 27 Sieger der 1. Runde und die 5 Erstligisten (Ajax, AZ, PSV, Feyenoord, Twente), die an europäischen Wettbewerben teilnahmen.
| Datum      |                         | Ergebnis  |                         |
| ---------- | ----------------------- | --------- | ----------------------- |
| 19.12.2023 | K.v.v. Quick Boys (3)   | 2:0       | BV De Graafschap (2)    |
| 19.12.2023 | FC Eindhoven (2)        | 0:2       | Fortuna Sittard (1)     |
| 19.12.2023 | SV Spakenburg (3)       | 2:3 n. V. | Excelsior Rotterdam (1) |
| 19.12.2023 | FC Dordrecht (2)        | 0:3       | SC Cambuur (2)          |
| 19.12.2023 | RKVV DEM Beverwijk (4)  | 0:1       | Excelsior Maassluis (3) |
| 19.12.2023 | Willem II Tilburg (2)   | 1:3       | FC Groningen (2)        |
| 20.12.2023 | ADO Den Haag (2)        | 2:0       | Sparta Rotterdam (1)    |
| 20.12.2023 | GVVV (3)                | 1:6       | NEC Nijmegen (1)        |
| 20.12.2023 | RKAV Volendam (4)       | 0:1       | AFC Amsterdam (3)       |
| 20.12.2023 | HHC Hardenberg (3)      | 2:3 n. V. | AZ Alkmaar (1)          |
| 20.12.2023 | Feyenoord Rotterdam (1) | 2:1       | FC Utrecht (1)          |
| 21.12.2023 | USV Hercules (4)        | 3:2       | Ajax Amsterdam (1)      |
| 21.12.2023 | Go Ahead Eagles (1)     | 7:1       | SV De Treffers (3)      |
| 21.12.2023 | VV Katwijk (3)          | 1:2       | Almere City (1)         |
| 21.12.2023 | Vitesse Arnheim (1)     | 1:0       | SC Heerenveen (1)       |
| 17.01.2024 | PSV Eindhoven (1)       | 3:1       | FC Twente Enschede (1)  |

In Klammern das jeweilige Ligalevel.

## Achtelfinale
| Datum      |                         | Ergebnis              |                       |
| ---------- | ----------------------- | --------------------- | --------------------- |
| 16.01.2024 | Excelsior Maassluis (3) | 1:2                   | ADO Den Haag (2)      |
| 16.01.2024 | Excelsior Rotterdam (1) | 0:2                   | FC Groningen (2)      |
| 16.01.2024 | AZ Alkmaar (1)          | 3:3 n. V. (4:2 i. E.) | K.v.v. Quick Boys (3) |
| 17.01.2024 | NEC Nijmegen (1)        | 2:1                   | Go Ahead Eagles (1)   |
| 17.01.2024 | Almere City (1)         | 1:2                   | Fortuna Sittard (1)   |
| 18.01.2024 | Vitesse Arnheim (1)     | 1:0                   | AFC Amsterdam (3)     |
| 14.01.2024 | Feyenoord Rotterdam (1) | 1:0                   | PSV Eindhoven (1)     |
| 25.01.2024 | USV Hercules (4)        | 3:4 n. V.             | SC Cambuur (2)        |

In Klammern das jeweilige Ligalevel.

## Viertelfinale
| Datum      |                         | Ergebnis              |                     |
| ---------- | ----------------------- | --------------------- | ------------------- |
| 06.02.2024 | NEC Nijmegen (1)        | 3:0                   | ADO Den Haag (2)    |
| 07.02.2024 | SC Cambuur (2)          | 3:1                   | Vitesse Arnheim (1) |
| 07.02.2024 | Feyenoord Rotterdam (1) | 2:0                   | AZ Alkmaar (1)      |
| 08.02.2024 | FC Groningen (2)        | 0:0 n. V. (4:3 i. E.) | Fortuna Sittard (1) |

In Klammern das jeweilige Ligalevel.

## Halbfinale
| Datum      |                         | Ergebnis  |                  |
| ---------- | ----------------------- | --------- | ---------------- |
| 27.02.2024 | SC Cambuur (2)          | 1:2 n. V. | NEC Nijmegen (1) |
| 29.02.2024 | Feyenoord Rotterdam (1) | 2:1       | FC Groningen (2) |

In Klammern das jeweilige Ligalevel.

## Finale
| Feyenoord Rotterdam                                | Feyenoord Rotterdam | NEC Nijmegen | NEC Nijmegen |
| -------------------------------------------------- | --- | --- | ------------ |
| Feyenoord Rotterdam                                | \| 21. April 2024 um 18:00 Uhr in Rotterdam (De Kuip) \| \| Ergebnis: 1:0 (0:0) \| \| Zuschauer: 42.140 \| \| Schiedsrichter: Serdar Gözübüyük \| \| Spielbericht \| | \| 21. April 2024 um 18:00 Uhr in Rotterdam (De Kuip) \| \| Ergebnis: 1:0 (0:0) \| \| Zuschauer: 42.140 \| \| Schiedsrichter: Serdar Gözübüyük \| \| Spielbericht \| | NEC Nijmegen |
| Feyenoord Rotterdam                                | Timon Wellenreuther – Bart Nieuwkoop (76. Gernot Trauner), Dávid Hancko, Thomas Beelen, Lutsharel Geertruida – Ramiz Zerrouki, Quinten Timber, Calvin Stengs (87. Alireza Jahanbakhsh) – Igor Paixão (67. Luka Ivanušec), Santiago Giménez (75. Ayase Ueda), Yankuba Minteh Cheftrainer: Arne Slot | Jasper Cillessen – Calvin Verdonk, Bram Nuytinck, Philippe Sandler, Bart van Rooij (90.+4' Brayann Pereira) – Dirk Proper, Mees Hoedemakers (66. Rober) – Youri Baas (66. Sontje Hansen), Tjaronn Chery, Kōdai Sano (87. Lasse Schöne) – Kōki Ogawa (66. Sylla Sow) Cheftrainer: Rogier Meijer | NEC Nijmegen |
| Feyenoord Rotterdam                                | 1:0 Igor Paixão (56.) | | NEC Nijmegen |
| Feyenoord Rotterdam                                | Yankuba Minteh (71.), Quinten Timber (90.+8') | Calvin Verdonk (67.), Sontje Hansen (68.) | NEC Nijmegen |
| Feyenoord Rotterdam                                | Yankuba Minteh (72.) | | NEC Nijmegen |
| 21. April 2024 um 18:00 Uhr in Rotterdam (De Kuip) | | |              |
| Ergebnis: 1:0 (0:0)                                | | |              |
| Zuschauer: 42.140                                  | | |              |
| Schiedsrichter: Serdar Gözübüyük                   | | |              |
| Spielbericht                                       | | |              |